# پورت‌لوئیس
پورت لوئیس (تلفظ محلی:پاو-لوئی) پایتخت کشور موریس است.

## جغرافیا
پورت لوئیس یک شهر بندری در کرانه اقیانوس هند است و بزرگ‌ترین شهر و بندر اصلی کشور موریس بشمار می‌آید.
این شهر با جمعیت ۱۴۷۶۸۸ (سرشماری ۲۰۰۳) در شهرستان پورت لوئیس واقع شده است. مساحت این شهر ۴۲ کیلومتر مربع بوده و تقریباً به اندازه شهر سنندج یا بجنورد در ایران است!

## تاریخچه
پورت لوئیس را فرانسویان در حدود ۱۷۳۵ بنیاد کردند تا ایستگاهی باشد در راه سفر کشتی‌های فرانسوی رهسپار دماغه امید نیک.
این شهر به افتخار لوئی پانزدهم فرانسه، پورت لوئیس (بندر لوئی) نامیده شد.

## نگارخانه

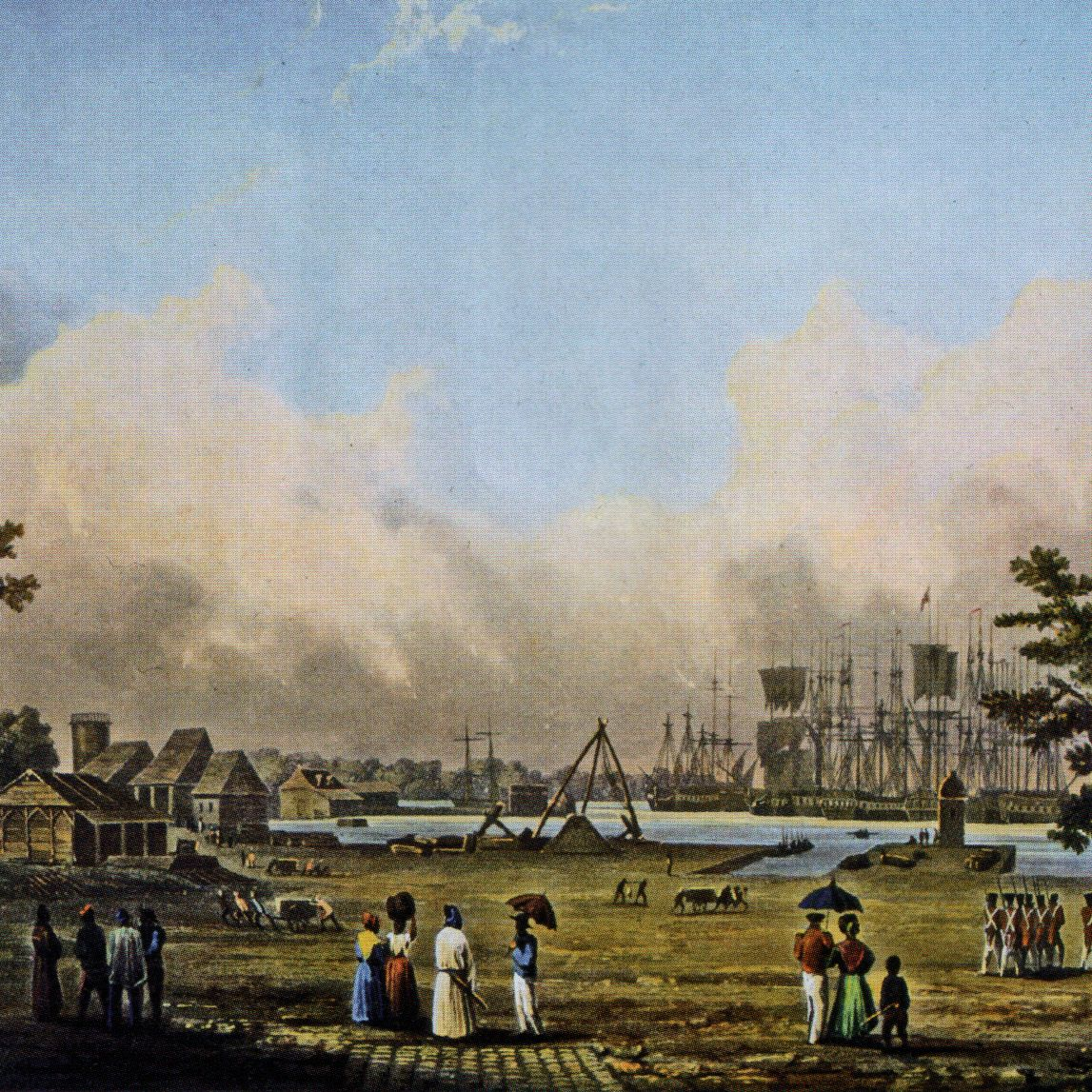
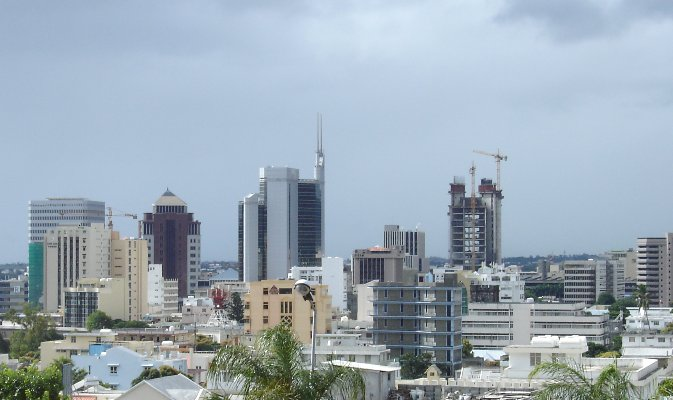
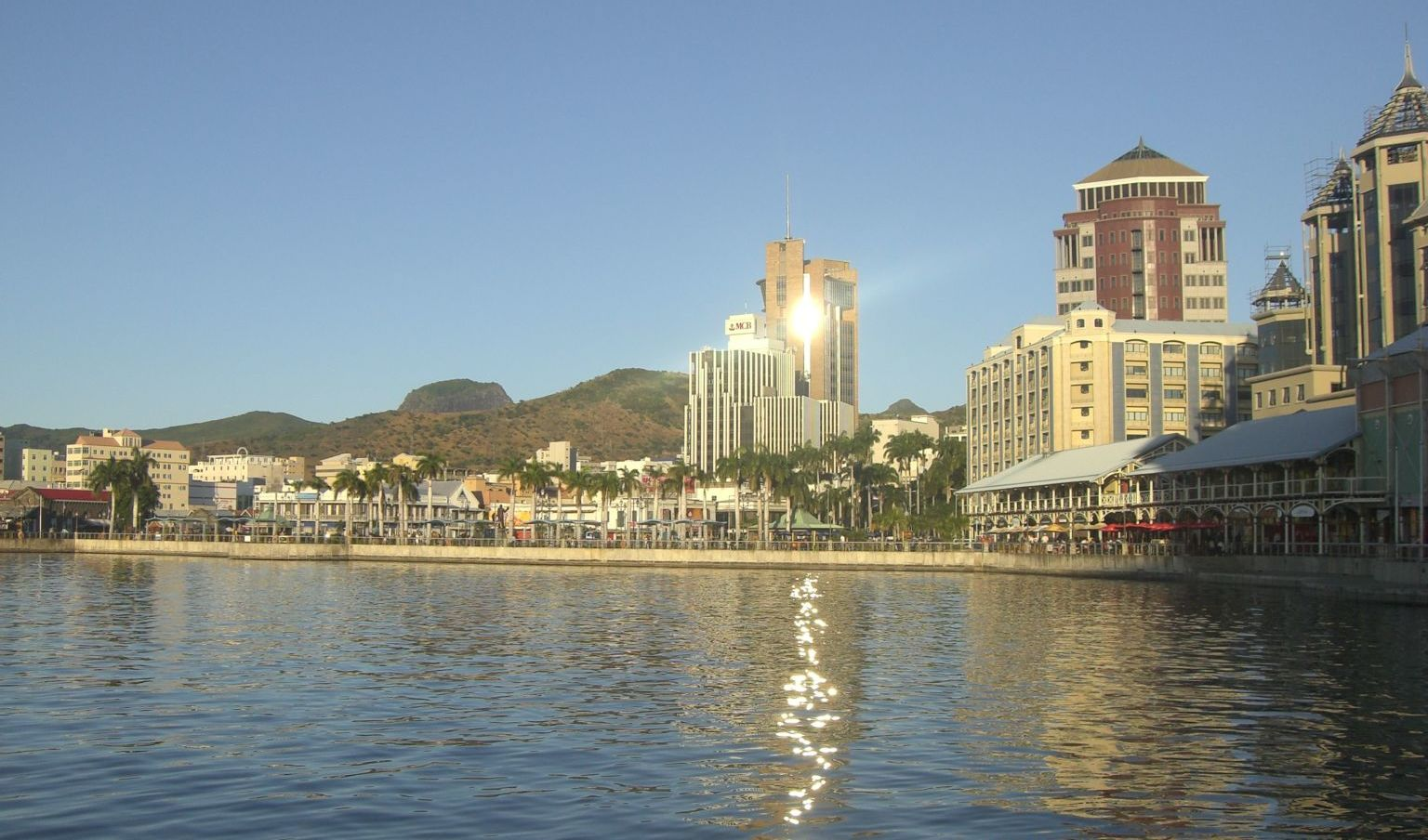
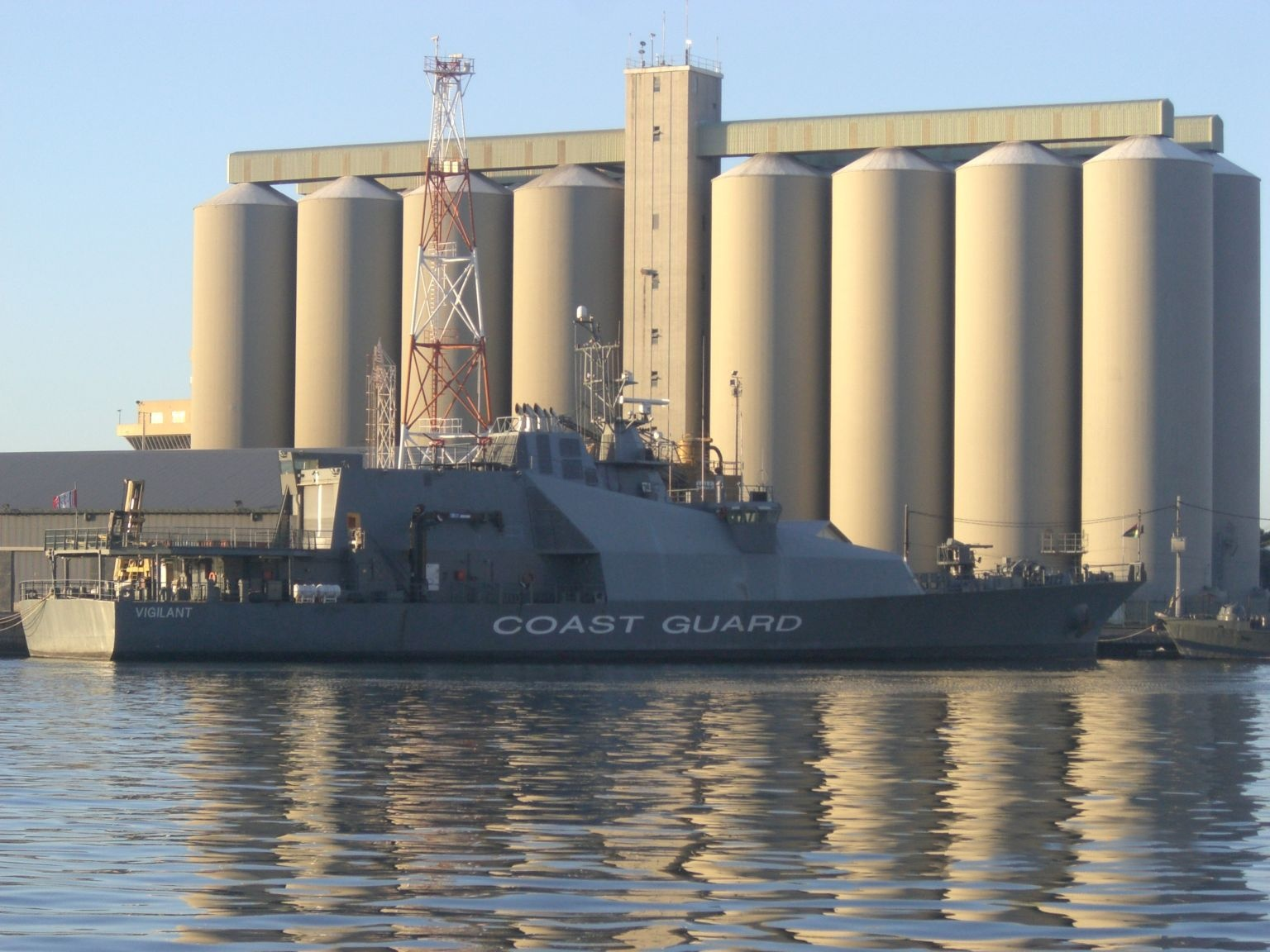
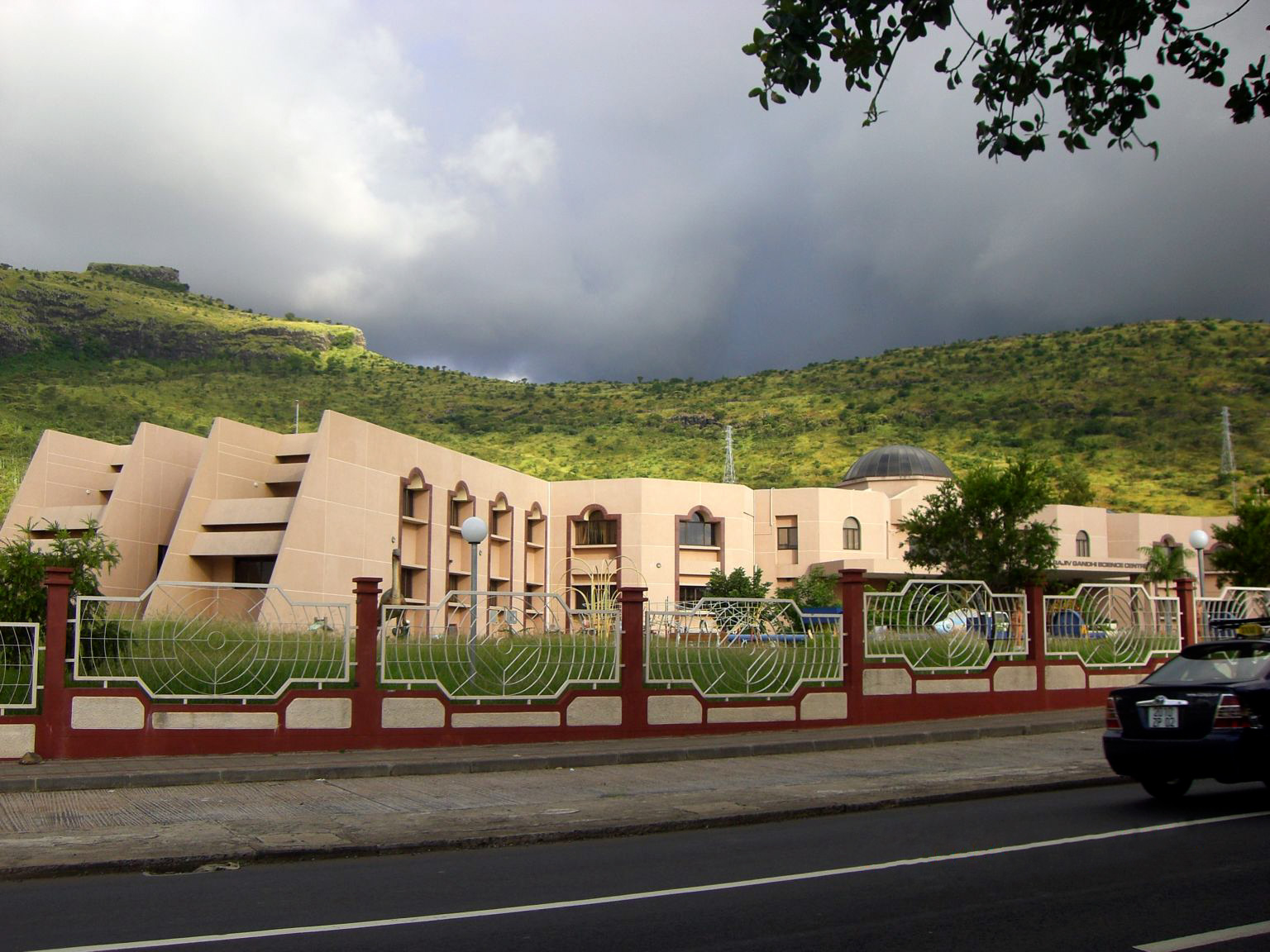